# وول غاذرر
جامعة الصوف (ذا وول غاذرر) (بالإنجليزية: The Woolgatherer)‏ هي مسرحية من تأليف ويليام ماستروسيمون (بالإنجليزية: William Mastrosimone)‏ عُرضت أول مرة على المسرح في جامعة روتجرز في عام 1979. طُبعت عام 1981.
المسرحيّة هي المسرحيّة الأولى لويليام ماستروسيمون. وقد أنتجت عدة مرات وفازت بجوائز، بما في ذلك جائزة نقاد الدراما في لوس أنجليس في 1982.

## الحبكة
تتكون المسرحية من فصلين، تدور أحداثها بالكامل في شقة صغيرة في جنوب فيلادلفيا. تتمحور حول شخصيتين: روز وكليف، وهما شخصان عصبيان يبحثان عن الحب. روز امرأة كثيرة التزتر وطائشة يطاردها الماضي ومهووسة بالدمار؛ بسبب مرضها بالهيموفيليا، فقد عزلت نفسها عن العالم. عملت بمحل يسمى «فايف أند دايم» والواقعة خلف محل الحلوى وتحلم بالحب الحقيقي وكيف ستلتقي برجل مثالي لها يومًا ما.
يعمل كليف كسائق شاحنة عابرة للقارات، ولديه لسان سليط وحكيم بنفس الوقت، ويعلق في المدينة عندما تتعطل شاحنته. بينما كان ينتظر إصلاح جهازه، كان يتجول في متجر روز بحثًا عن علاقة جنسية لليلة واحدة. ثم دعته روز إلى شقتها وبدآ في الجدال حول قضايا مثل جارتها القديمة والمزعجة ونافذتها المغطاة.
في نهاية المسرحية، اكتشف القارئ أن روز تقوم بعدد من الأشياء الغريبة بما في ذلك وضع العطر وشريط الشعر قبل النوم. يعتقد كليف أن هناك رجلاً آخر هناك، لذلك يقحم نفسه وينظر حوله متوقعًا العثور على حبيب، ولكنه بدلاً من ذلك يجد مجموعة من سترات الرجال في خزانة ملابسها. سرعان ما اكتشف هواتها الغريبة في جمع سترات الرجال.
في وقت سابق من المسرحية، تتذكر روز قصة من ماضيها. كانت تراقب بعض الطيور في حديقة الحيوانات، عندما بدأ مجموعة من الصبية يعادونها ويرشقونها بالحجارة. يقتل الصبيان الطيور، فتصاب بالذعر وتأتي الشرطة وتأخذها إلى المستشفى لتهدئتها. تشير التلميحات طوال المسرحية إلى أن الأولاد فعلوا معها أكثر من التحدث بفظاظة وقتل الطيور. من المحتمل أن تكون الطيور مجرد استعارة، وأن الأولاد اغتصبوها أو أضروا بها جسديًا. مثل الطيور، كان من الممكن «قتل» روحها أو جزء منها مجازيًا.
هذه النقطة في المسرحية هي الوقت الذي يمكنك فيه حقًا البدء في معرفة أن روز غير مستقرة عقليًا. على الرغم من الاختلافات بينهما، ينتهي الأمر بالشخصيتين بالوقوع في الحب في نهاية المسرحية.